# Самет Ашимов
Самет Вейсялов Ашимов (роден 16 май 1979) е български футболист играч на Миньор (Перник) на позиция десен защитник.
Отраснал е в юношеския отбор на Видима-Раковски.